# IC 861
IC 861 — галактика типу S0-a (спіральна галактика) у сузір'ї Гончі Пси.
Цей об'єкт міститься в оригінальній редакції індексного каталогу.